# Bifusella acuminata
Bifusella acuminata är en svampart som först beskrevs av Ellis & Everh., och fick sitt nu gällande namn av Bonar & W.B. Cooke 1942. Bifusella acuminata ingår i släktet Bifusella och familjen Rhytismataceae.   Inga underarter finns listade i Catalogue of Life.